# Теория многоуровневого строения системы эмоциональной регуляции
Теория многоуровневого строения системы эмоциональной регуляции — это психологическая концепция, разработанная Лебединским В. В. совместно с Бардышевской М. К., которые рассматривали систему эмоциональной регуляции как «подобие геологических напластований», которые, в свою очередь, имеют собственные функции и строение, иерархически связаны друг с другом.
Авторы данной концепции считают, что нарушения связей между разными видами поведения, формами символической активности и психическими функциями являются вторичными по отношению к первичным нарушениям связей между различными каналами эмоционального контакта ребенка с РАС (расстройствами аутистического спектра) с другими людьми. По причинам преждевременного расщепления достаточно ранних аффективно-поведенческих комплексов появляется изоляция какой-либо психической функции.
Возраст с рождения до трёх лет является периодом самой большой нагрузки на аффективную систему ребенка. Неблагополучие в этой сфере в раннем возрасте является наиболее губительным для психологического и психосоматического развития ребенка.

## Уровни эмоциональной регуляции
В базальной системе эмоциональной регуляции могут быть выделены следующие уровни:
1. уровень оценки интенсивности средовых воздействий
2. уровень аффективных стереотипов;
3. уровень экспансии;
4. уровень аффективной коммуникации;
5. уровень символических регуляций.[1]

### Первый уровень. Уровень оценки интенсивности средовых воздействий
Первый уровень аффективной регуляции отвечает за самые базовые функции приспособления. Происходит аффективная ориентировка, направленная на оценку количественных воздействий среды. Данный уровень сигнализирует о возникающих в организме нарушениях первым. Это может проявляться в виде непереносимости сенсорных нагрузок, гипер- и гипосензитивности.
По модальностям нарушения могут проявляться в следующих формах:
- Нарушения сензитивности к сенсорным воздействиям, исходящим от другого человека (Например: гиперсензитивность к тактильному контакту, непереносимость глазного контакта и т. д.).
- Гиперсензитивность (или гипосензитивность) к отдельным классам воздействий (к дистантным, контактным раздражителям).
- Гиперсензитивность (или гипосензитивность) к боли и интероцептивным сигналам.[1]

### Второй уровень —аффективныхстереотипов
Данный уровень ответственен за оценку воздействия по качеству. Аффективная система дифференцирует, упорядочивает ощущения и вырабатывает аффективные предпочтения. По причине связи с соматикой этот уровень чувствителен к ритмическим процессам, которые находятся на стыке физиологического и психического.
Яркая и стойкая аффективная память — одна из особенностей данного уровня. Второй уровень координирует взаимодействия отдельных сенсорных систем. Повторяемость, свойственная явлениям этого уровня, имеет место в норме и необходима для построения ребенком собственной картины мира.

### Третий уровень —аффективнойэкспансии
На третьем уровне на первый план выходит уже не сенсорное поле, где системой отсчета являются ощущения собственного тела, а пространственно-предметное, состоящее из отдельных физических объектов, находящихся на определенном расстоянии друг от друга.
Овладение и захват различных объектов, обладающих определенной побудительной силой, с которыми ребенок разделены препятствием (первым из которых является само пространство) являются целью его активности.
На третьем уровне в центре внимания находятся как положительные, так и отрицательные стенические эмоции.
Третий уровень является наиболее энергетически сильным из всех остальных, поэтому он, в какой-то степени имеет возможность подавлять требования других уровней. Игнорирование сигналов, поступающих от нижележащих уровней, ведет к снижению ориентировки в окружающем, недооценке опасности.

#### Специфичные для уровняаффективнойэкспансии стимулы
1. Стимулы, связанные с пространством.
  - Высота (глубина):
  - Удаленность.
  - Закрытое пространство.
  - Открытое пространство.
2. Новизна (необычность + неопределенность):
3. Сложность стимуляции.
4. Предмет как препятствие.
  - Непривлекательный предмет.
  - Отталкивающий предмет.
5. Территория и предметы как (потенциальная) собственность.
6. Социальные барьеры (социальная дистанция).
7. Устрашающие вымышленные.[1]

### Четвертый уровень — уровень базальнойаффективнойкоммуникации
Четвертый уровень отвечает за базальную аффективную коммуникацию. Другой человек становится одним из самых значимых факторов в эмоциональной жизни ребенка. Налаживании аффективного взаимодействия с другим человеком достигается способностью «чтения» эмоциональных состояний (с помощью речи и паралингвистических средств). Роль положительных эмоций возрастает, они придают смысл действиям и тонизируют ребенка. Также, одной из главных функций данного уровня является управление поведением «другого» с помощью эмоциональной информации. Через интериоризацию эмоциональной оценки близкого взрослого в жизнь ребенка входят такие базовые понятия, как «хорошо — плохо», «стыдно». Четвертый уровень является ведущим в эмоциональном взаимодействии с другими людьми. Он вносит новые смыслы в работу нижележащих уровней.
Показатели этого уровня делятся на две группы:
1. качество эмоционального контакта со знакомым взрослым (психологом, который занимается с ребенком) в условиях низкого и высокого стресса;
2. качество привязанности между ребенком и матерью. Оценивается способность матери поддерживать состояние безопасности ребенка.[1]

#### Варианты нарушения координация различных видов контакта
В патологии возможны следующие механизмы нарушения координации контакта как в рамках одного канала общения, так и между различными каналами:
1. Невозможность координации из-за фиксации на слишком интенсивных ощущениях, которые дает какой-то один изолированный вид контакта.
2. Выпадение наиболее болезненного вида контакта.
3. Неустойчивость координации различных видов контакта.
  - Нарушение достигнутой координации в условиях возрастания требований к ребенку (социальных барьеров).
  - Недостаточность координации различных видов контакта, помимо высокой чувствительности к дискомфорту в общении, может проявляться в жесткой привязке (фиксации) «правильно сынтегрированного» взаимодействия с определенным взрослым к определенному пространству.
  - Разрушение правильной координации различных видов контакта на истощении (динамические нарушения) рассматривается нами, прежде всего, как следствие ранней эмоциональной депривации.
  - Избирательное страдание диалогических способов контакта, развитие которых требует символического представления и переработки эмоционального опыта, при сохранности правильной координации контактов в инструментальных (сигнальных) видах контакта.[1]

### Пятый уровень — уровень символических регуляций
Овладение собственными переживаниями (основная на этом уровне функция) достигается включением в аффективный процесс интеллектуальных операций, благодаря которым происходит дифференциация, обобщение и трансформация аффективных явлений.
Понимание, дифференцирование и обобщение собственного эмоционального опыта осуществляется ребенком в поведенческих паттернах.
Обобщение и понимание эмоций дает значительное снижение нагрузки на базальные уровни эмоциональной регуляции.
Обобщение эмоционального опыта позволяет более эффективно обмениваться им с другим человеком, чем непосредственная эмоциональная экспрессия.

#### Условия
Способность к символическому представлению эмоционального опыта требует ряда условий:
1. Конституциональная (хотя бы минимальная) устойчивость к фрустрации. Если любая эмоциональная нагрузка воспринимается ребенком как катастрофа, то это может быть связано с врожденным нарушением механизмов накопления хорошего эмоционального опыта, отсутствие или чрезвычайная хрупкость которого делает ребенка беспомощным в ситуациях, требующих от него активности. В свою очередь, сама непереносимость фрустрации делает невозможной переработку, усвоение и обобщение опыта, связанного с успешным преодолением препятствий.
2. Сформированность досимволических способов дифференциации опыта по качествам: «приятное-неприятное» и «живое-неживое» (самые базальные по мнению авторов).
3. Сохранность некоторых врожденных схем интеграции эмоционального опыта и понимания связи между эмоциями, желаниями и поведением как у себя, так и у других людей (связи между эмоциями, желаниями, с одной стороны, и их словесными обобщениями, с другой стороны).
  - Использование переходного и замещающего объектов.
  - Использование понятных другим людям символы для выражения своего опыта.
  - Использование игровых символов для овладения эмоциональными переживаниями.

В подходе к нарушениям эмоционального развития с точки зрения фиксаций и регрессов исследователи опирались на общие закономерности развития, сформулированные А. Гезеллом, Ж. Пиаже, Л. С. Выготским, Н. А. Берштейном, а также на психоаналитические идеи М. Кляйн, Р. Шпица, А. Фрейд.
На основе модели уровневого строения системы базальной эмоциональной регуляции Лебединским В. В. и Бардышевской М. К. была разработана диагностическая методика, включающая в себя две линии диагностики: 1) особенности возрастной динамики основных новообразований эмоциональной сферы и 2) состояние эмоциональной регуляции ребенка и её динамика. Данная методика основана на наблюдении, основанное на клиническом, этологическом и психоаналитическом подходе.
Методика применяется в работе детского психотерапевта и позволяет решат несколько задач, таких как: оценка тяжести эмоциональных нарушений и их место среди общих расстройств развития ребенка; определение как более подвижных, изменчивых симптомов, которые могут быт фокусом первичных психотерапевтических воздействий, так и более тяжелых, устойчивых, центральных симптомов, требующих длительной работы и значительного повышения психической активности самого ребенка; отслеживание динамики эмоционального развития ребенка в различных условиях (без вмешательств или в условиях лечения); определение прогноза развития ребенка.